# Embaixada da Ucrânia na Bulgária
A Embaixada da Ucrânia na Bulgária é a representação diplomática da Ucrânia em Sófia desde 1993.

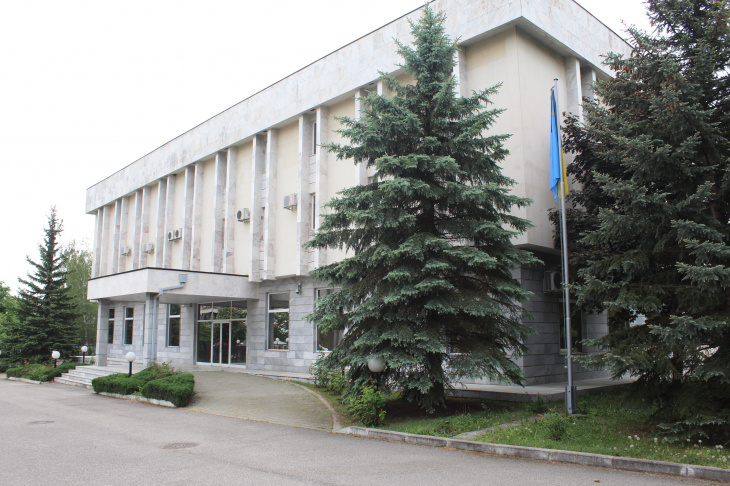

Também houve uma embaixada no período de 1919 a 1923, quando a Bulgária reconheceu a Ucrânia após a queda do Império Russo, quando a República Popular da Ucrânia foi criada.

## Embaixadores
Moskalenko Vitalij Anatolijovic é o embaixador desde 13 de julho de 2018.
- Alexander Konstantinovich Vorobiev, 1993-98
- Viacheslav Pokvalsky, 1998–2004
- Yuri Rylach, 2004-2006
- Victor Kalnik, 2007-2011
- Mykola Baltazhi, 2011–2018
- Moskalenko Vitalij Anatolijovic, 2018